# Fourche (contre-torpilleur)
Pour les articles homonymes, voir Fourche (homonymie).
La Fourche est l’un des douze contre-torpilleurs de classe Bouclier construits pour la Marine nationale française dans la première décennie du XXe siècle. Pendant la Première Guerre mondiale, il escorte la flotte de combat lors de la bataille d'Antivari au large des côtes du Monténégro en août 1914 et escorte plusieurs convois vers le Monténégro durant le reste de l’année. La Fourche a protégé l’évacuation de l’armée royale serbe de Durazzo, en Albanie, en février 1916. Le navire a été coulé par un sous-marin austro-hongrois en juin 1916, avec la perte de 19 membres d’équipage.

## Conception
Les navires de classe Bouclier furent la première classe de contre-torpilleurs conçus en réponse à une nouvelle doctrine d'utilisation. Presque deux fois plus grands que les classes précédentes et plus puissamment armés, ils ont été construits selon une spécification assez générale, et chaque chantier naval a été autorisé à déterminer la meilleure façon de répondre à cette spécification. La Fourche et son sister-ship la Faulx ont été construites par le même chantier naval et avaient une longueur de 75,15 mètres, une largeur de 7,93 mètres et un tirant d'eau de 2,89 mètres. La Fourche avait un déplacement un peu inférieur à son sister-ship, soit 859 tonnes à charge normale. L’équipage était composé de quatre officiers et 77 hommes.
Les sister-ship étaient propulsés par une paire de turbines à vapeur Rateau, chacune entraînant un arbre d'hélice utilisant la vapeur fournie par quatre chaudières du Temple. Les moteurs ont été conçus pour produire 12500 chevaux (9300 kW) et une vitesse de 30 nœuds (56 km/h). Lors de ses essais en mer, la Fourche a largement dépassé cette vitesse, atteignant une vitesse de 32,11 nœuds (59,47 km/h). Les navires transportaient suffisamment de mazout pour leur donner une autonomie de 1200 à 1400 milles marins (2222 à 2593 km) à des vitesses de croisière de 12 à 14 nœuds (22 à 26 km/h).
L’armement principal des navires de la classe Bouclier se composait de deux canons de 100 mm modèle 1893 dans des affûts simples, un à l’avant et un à l’arrière des superstructures, et de quatre canons de 65 millimètres modèle 1902 répartis au milieu du navire. Ils étaient également équipés de deux affûts jumelés pour les tubes lance-torpilles de 450 millimètres au milieu du navire, un sur chaque bord.

## Carrière
La Fourche est commandée le 26 août 1908 à l’Établissement de la Brosse et Fouché, dans le cadre du programme naval de 1908. Il a été mis sur cale en 1909 au chantier naval de la compagnie à Nantes, en Bretagne. Le navire est lancé le 21 octobre 1910 et transféré à Lorient le 13 mai 1911 en vue de ses essais en mer. La Fourche fut mise en service le 4 décembre 1911. Le navire arrive à Toulon le 24 mars 1912 et est affecté le 1er avril à la 1re escadrille de torpilleurs de la 1e armée navale.
Lorsque la Première Guerre mondiale éclate, en août 1914, la Fourche est toujours affectée à la 1e flottille de contre-torpilleurs de la 1e armée navale. Au cours des phases préliminaires de la bataille d’Antivari, au Monténégro, le 16 août, les 1e, 4e et 5e flottilles de contre-torpilleurs sont chargées d’escorter le gros de la 1e armée navale tandis que les 2e, 3e et 6e flottilles escortent les croiseurs cuirassés de la 2e escadre légère et deux croiseurs britanniques. Après avoir réuni les deux groupes et repéré le croiseur protégé austro-hongrois SMS Zenta et le destroyer SMS Ulan, les contre-torpilleurs français n’ont joué aucun rôle dans le naufrage du croiseur, bien que la 4e flottille ait été envoyée dans une poursuite infructueuse du Ulan. Après avoir brisé le blocus austro-hongrois d’Antivari (aujourd’hui Bar), le vice-amiral Augustin Boué de Lapeyrère, commandant de la 1e armée navale, décide d’acheminer troupes et ravitaillement vers le port à l’aide d’un petit paquebot réquisitionné, le SS Liamone, escorté par la 2e escadre légère, renforcée par le croiseur cuirassé Ernest Renan, et escorté par le contre-torpilleur Bouclier avec les 1e et 6e flottilles de contre-torpilleurs sous son commandement, tandis que le reste de la 1e armée navale bombarde le 1er septembre la base navale austro-hongroise de Cattaro, au Monténégro. Quatre jours plus tard, la flotte assure l’évacuation de Danilo Petrović-Njegoš, prince héritier du Monténégro, à bord du Bouclier, vers l’île grecque de Corfou. La flottille escorte plusieurs petits convois chargés de fournitures et d’équipement jusqu’à Antivari, à partir d’octobre et jusqu’à la fin de l’année, toujours couverts par les plus gros navires de l’armée navale dans des tentatives ratées d’attirer la flotte austro-hongroise à livrer bataille. Pour ces missions, les 1e et 6e flottilles sont dirigées par le contre-torpilleur français Dehorter alors qu’elles effectuent une patrouille au sud de Cattaro dans la nuit du 10 au 11 novembre à la recherche infructueuse de destroyers austro-hongrois.
Le torpillage du cuirassé français Jean Bart le 21 décembre provoqua un changement dans la tactique française, car les cuirassés étaient trop importants pour risquer une attaque sous-marine. Désormais, seuls les contre-torpilleurs escorteraient les transports, couverts par des croiseurs à une distance de 20 à 50 milles (32 à 80 km) des transports. Le premier convoi de 1915 à destination d’Antivari arriva le 11 janvier et d’autres suivirent jusqu’au dernier les 20 et 21 avril. Après la signature du Pacte de Londres par l’Italie et la déclaration de guerre à l’Empire austro-hongrois le 23 mai, Boué de Lapeyrère réorganise ses forces à la fin du mois de juin pour couvrir les abords de la mer Adriatique et interdire son accès à la marine marchande des puissances centrales, car la Marine royale italienne (Regia Marina) a désormais la responsabilité principale de l’Adriatique elle-même. Sa zone de responsabilité s’étendait de la Sardaigne à la Crète et il la divisa en deux zones, la 1e escadrille légère étant affectée à la zone ouest et la 2e escadrille légère à l’est. Les contre-torpilleurs de la 1e armée navale qui n’étaient pas affectés au renforcement des Italiens furent transférés aux 1e et 2e flottilles de l’armée navale nouvellement formées. Les 1e et 3e flottilles de contre-torpilleurs sont affectées à la 2e flottille de l’armée navale, dont le Dehorter est le navire amiral, qui est chargé de soutenir les croiseurs de la 2e division légère. En décembre, la 1re flottille de contre-torpilleurs est affectée à la 1re division de torpilleurs et de sous-marins de la 2e escadre, basée à Brindisi en Italie.
La Fourche couvre l’évacuation de l’armée royale serbe de Durazzo du 23 au 26 février 1916 et est attaquée sans succès le 24 avril par le sous-marin austro-hongrois U-16. Le contre-torpilleur faisait partie de la force de couverture d’une attaque sur le port albanais de Medova par deux bateaux MAS italiens dans la nuit du 15 au 16 juin. La semaine suivante, le sous-marin austro-hongrois U-15 torpille le croiseur auxiliaire italien Cittá di Messina le 23 juin, à 20 milles marins (37 km) à l’est d’Otrante, en Italie, puis il coule la Fourche avec une seule torpille alors que le contre-torpilleur tente de secourir les survivants du Città di Messina. Bien que le navire se soit brisé en deux, seuls 19 hommes ont été tués lorsqu’il a coulé aux coordonnées 40° 09′ N, 18° 48′ E,.